# Sè (Atlantique)
Sè ist eine Stadt und ein Arrondissement im Departement Atlantique in Benin. Es ist eine Verwaltungseinheit, die der Gerichtsbarkeit der Kommune Toffo untersteht.

## Demografie und Verwaltung
Gemäß der Volkszählung von 2013 hatte das Arrondissement 5689 Einwohner, davon waren 2796 männlich und 2893 weiblich.
Von den 76 Dörfern und Quartieren der Kommune Toffo entfallen acht auf Sè:
1. Agahounkpokon
2. Agonmè
3. Ahlankpa
4. Avissa
5. Ayahonou
6. Azonsa
7. Kpozounmè
8. Lanhonnou